# Chiến tranh Đường – Kucha
Chiến tranh Đường – Kucha là một chiến dịch quân sự dưới sự chỉ huy của tướng nhà Đường Ashina She'er chống lại vương quốc nhỏ Kucha ở lòng chảo Tarim thuộc Tây Vực, gần với Hãn quốc Tây Thổ. Chiến dịch bắt đầu vào năm 648 và kết thúc vào ngày 19 tháng 1 năm 649, sau khi quân đội Kucha đầu hàng sau cuộc bao vây dài 40 ngày ở Aksu. Lính Kucha đã cố gắng giành lại vương quốc với sự trợ giúp của Hãn quốc Tây Thổ, nhưng đã bị đánh bại bởi quân đội Đường.

## Bối cảnh

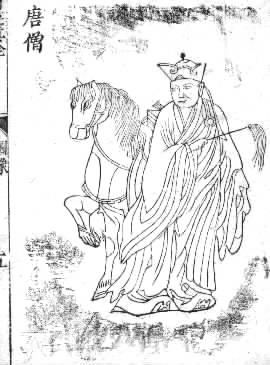
Nhà sư Huyền Trang đã viếng thăm Kucha năm 630.

Quy Từ là một vương quốc ở lòng chảo Tarim, từng là một chư hầu của Hãn quốc Tây Đột Quyết. Sau khi triều Đường kiến lập, Quốc vương Kucha là Suvarnapushpa từng phái sứ giả triều cống Đường Cao Tổ vào năm 618. Vào năm 630, đệ đệ của Suvarnapushpa là Suvarnadeva (tiếng Trung: Sufadie) sau khi nối ngôi đã quy phục làm chư hầu nhà Đường. Là một Phật tử theo dòng Phật giáo Nguyên thủy, Suvarnadeva đã từng đón tiếp Huyền Trang khi ông ghé qua Quy Từ cùng năm đó trên đường đi Thiên Trúc thỉnh kinh.
Kucha ủng hộ Karasahr khi vương quốc ốc đảo này kết hôn lập liên minh cùng người Tây Đột Quyết và chấm dứt mối quan hệ triều cống với triều đình nhà Đường vào năm 644. Quốc vương Kucha, Suvarnadeva, đã quyết định bỏ tiến cống nhà Đường mà liên minh với Tây Đột Quyết. Để đáp trả, Đường Thái Tông quyết định phát binh công diệt Yên Kỳ.
Quân Đường do An Tây đô hộ Quách Hiếu Khác chỉ huy nhanh chóng chiếm được Karasahr năm 644. Quân Đường đánh thẳng vào kinh đô, bắt sống quốc vương Yên Kỳ và lập một thành viên thân Đường trong vương tộc làm vua. Tuy nhiên, lên ngôi chưa được bao lâu, vị tân vương nhanh chóng bị người Tây Đột Quyết tấn công và phải bỏ chạy, Yên Kỳ qua đó rơi vào tay người Tây Đột Quyết. Về phía Quy Từ, Suvarnadeva qua đời năm 646 hoặc 648, và đệ đệ là Haripushpa (Helibushibi) nối ngôi kế vị, trở thành vị Quốc vương mới của Kucha. Dù Haripushpa đã phái hai phái bộ ngoại giao đến Trường An, nhưng Đường Thái Tông vẫn quyết định phát binh tây chinh để trừng phạt lập trường thân Đột Quyết của Kucha.
Năm 646, Khả hãn Irbis Seguy của Tây Đột Quyết bày tỏ ý định muốn lấy một công chúa Trung Quốc làm vợ. Đường Thái Tông nhân đó đã yêu cầu một số thành trì ở lòng chảo Tarim làm của hồi môn. Sự từ chối của Ibris có lẽ là một trong những lý do khiến chiến tranh bùng nổ.
Đường Thái Tông huy động hơn 10 vạn kỵ binh từ các nước đồng minh là Thiết Lặc, Đột Quyết, Thổ Phiên, Thổ Dục Hồn. Lại bổ nhiệm A Sử Na Xã Nhĩ làm Đại tổng quản, kiêm Tả kiêu vệ đại tướng quân, Khế Bật Hà Lực là Phó tổng quản, kiêm Hữu kiêu vệ đại tướng quân. A Sử Na Xã Nhĩ là thành viên của vương tộc A Sử Na nước Đông Đột Quyết, sau khi thua trận đã quy hàng nhà Đường năm 635 và từng chỉ huy quân Đường trong chiến dịch ở Karakhoja. Sự thông thạo địa hình, địa lý khu vực do từng là nhà cai trị thành Beshbalik ở lòng chảo Tarim trong vòng 5 năm, từ 630 đến 635, đã góp phần không nhỏ giúp ông thành công trong các chiến dịch tấn công Kucha và Karasahr. Khế Bật Hà Lực từng là tể tướng Thiết Lặc đã quy hàng nhà Đường.